# 트래비스 블래클리
트래비스 재러드 블래클리(Travis Jarrod Blackley , 1982년 11월 4일 ~ )은 오스트레일리아의 야구 선수이자, 전 일본 프로 야구 퍼시픽리그 도호쿠 라쿠텐 골든이글스의 투수이다. 그의 친동생 애덤 블래클리 역시 좌완 투수로 미국 프로야구 시카고 컵스에서 활약 중이다.

## 메이저 리그시절
2001년 시애틀 매리너스 산하 싱글 A 팀 애버트 아쿠아삭스에서 프로 생활을 시작했다. 2004년 첫 메이저 리그 시즌을 보내고 다음 해인 2005년에 어깨 수술을 받은 후, 2006년까지 마이너 리그 생활을 하다가 2007년 샌프란시스코 자이언츠로 트레이드되었다. 이후 2009년 월드 베이스볼 클래식에 옥스프링, 토머스 등과 함께 오스트레일리아 국가대표팀으로 참가했지만 메이저 리그에 재입성하지 못하고 2010년 상반기까지 필라델피아 필리스, 애리조나 다이아몬드백스, 뉴욕 메츠, 오클랜드 애슬레틱스 산하 마이너 리그 팀에서 생활을 하다가 대한민국에서 활동하게 되었다. KIA 타이거즈와 재계약에 실패한 후 2012년 미국으로 돌아와 샌프란시스코 자이언츠와 마이너 계약을 맺었으나 샌프란시스코에서 지명 할당되어 오클랜드 애슬레틱스에 트레이드되었고, 오클랜드에서 메이저 리그 로스터에 들어왔다. 오클랜드에서 좋은 활약을 보여 주었지만, 2013년 4월 1일 오클랜드에서 지명 할당되어 4월 5일 휴스턴 애스트로스에 외야수 제이크 고버트를 상대로 트레이드되었다. 하지만 42경기에 등판해 1승 1패 평균자책점 4.89를 기록하며 기대에 미치지 못해 2013년 8월 9일 휴스턴에서도 또 다시 지명 할당되었다. 이후 8월 15일 텍사스 레인저스에 현금 트레이드되었다.

## 호주 프로 야구시절
2010년 재출범한 호주 프로 야구 멜버른 에이시스에서 짧게 활약하였다.

## KBO 리그시절
2011년 1월 14일 계약금 5만 달러, 연봉 25만 달러의 금액에 KIA 타이거즈와 입단 계약을 맺었다. 이닝 소화 능력이 떨어졌던 로만 콜론과의 재계약을 포기하고 KIA 타이거즈에서 영입하였는데 한때 더스틴 니퍼트 영입설이 있었으나 두산에서 가로채가기도  했다. 2011년 4월 10일 두산전에서 완봉승을 거두었다. 전반기의 활약에 비하여 후반기에는 잦은 부상과 부진, 감정 조절 미숙 등 인성문제의 이유로 팬들에게 호감에서 비호감으로 전락되었고 7승 5패 평균자책 3.48을 기록했지만 시즌 후 재계약에 실패했다. 특히 양의지와 최진행이 홈런을 쳤었을 때 그라운드를 천천히 돈다며 강하게 불만을 나타낸 사건이 팬들 사이에서 나쁜 모습으로 크게 비쳐, 그를 비호감으로 돌리게 된 원인이 되고 말았다. 또한 2011년 8월 14일에는 삼성 라이온즈와 상대하던 도중 채태인에게 빈볼을 던진 후 채태인과 신경전을 벌여 벤치 클리어링을 일으킨 적이 있다. 방출 이후에도 대한민국으로 돌아가고 싶다고 의사를 밝힌 적이 있었고, 투수 배스를 퇴출한 한화 이글스에서 그를 영입하려 했으나, 그가 샌프란시스코에서 지명 할당된 후 오클랜드에 트레이드되자마자 메이저 리그 로스터에 들어오게 되면서 영입에 실패했다.

## 일본 프로 야구시절
2014년 1월 3일 도호쿠 라쿠텐 골든이글스와 200만 달러에 1년 계약을 체결하고 입단했다. 입단 이후 2군에 머물렀고, 5월 25일 메이지 진구 구장에서 도쿄 야쿠르트 스왈로스를 상대로 일본에서 첫 등판을 하여 승리투수가 되었다. 이후 2경기를 등판했지만 부진하였고 다시 2군에 머물러야 했다. 3경기 등판해서 1승 2패, 5.54의 방어율을 기록하였으며 시즌 후 전력외 통보를 받고 방출되었다.